# 歌うゴールデンタイム
『歌うゴールデンタイム』（うたうゴールデンタイム）は、1986年10月25日から1987年3月28日まで日本テレビ系列局ほかで放送された音楽番組。放送時間は毎週土曜 20:00 - 20:54 (JST) 。
演歌を中心に扱っていた。

## 司会者
- 井上順[1]
- 江本孟紀[1]
- 山形由美（フルート奏者）